# Переход (Гомельский район)
Переход (бел. Перахо́д) — посёлок в Тереничском сельсовете Гомельского района Гомельской области Республики Беларусь.

## География

### Расположение
В 13 км от железнодорожной станции Прибор (на линии Калинковичи — Гомель), 21 км на запад от Гомеля.

## Транспортная сеть
Транспортные связи по просёлочной, затем автомобильной дороге Жлобин — Гомель. Планировка состоит из короткой прямолинейной, широтной улицы, застроенной деревянными домами усадебного типа.

## История
Основан в начале XX века переселенцами из соседних деревень. В 1926 году в Уваровичском районе Гомельского округа. В 1931 году жители вступили в колхоз. Во время Великой Отечественной войны 16 жителей погибли на фронте. В 1959 году в составе колхоза «Красная площадь» (центр — деревня Телеши).
До 1 августа 2008 года в составе Телешевского сельсовета.

## Население

### Численность
- 2004 год — 8 хозяйств, 15 жителей.

### Динамика
- 1926 год — 23 двора, 131 житель.
- 1959 год — 74 жителя (согласно переписи).
- 2004 год — 8 хозяйств, 15 жителей.